# Anthony Grant (calciatore 1987)
Anthony Grant (Lambeth, 4 giugno 1987) è un calciatore inglese naturalizzato giamaicano, centrocampista del Welling Utd.

## Carriera

### Club
Cresciuto nel settore giovanile del Chelsea, ha esordito in prima squadra il 10 maggio 2005 disputando l'incontro di Premier League vinto 3-1 contro il Manchester Utd. In seguito ha giocato in varie squadre tra la terza e la quarta divisione inglese.

### Nazionale
Dopo aver giocato con le nazionali giovanili inglesi Under-16, Under-17 e Under-19, nel 2021 accetta la chiamata della nazionale giamaicana, con la quale esordisce il 3 settembre giocando l'incontro perso 2-1 contro il Messico, valido per le qualificazioni al campionato mondiale di calcio 2022.

## Statistiche

### Cronologia presenze e reti in nazionale
| Cronologia completa delle presenze e delle reti in nazionale ― Giamaica | Cronologia completa delle presenze e delle reti in nazionale ― Giamaica | Cronologia completa delle presenze e delle reti in nazionale ― Giamaica | Cronologia completa delle presenze e delle reti in nazionale ― Giamaica | Cronologia completa delle presenze e delle reti in nazionale ― Giamaica | Cronologia completa delle presenze e delle reti in nazionale ― Giamaica | Cronologia completa delle presenze e delle reti in nazionale ― Giamaica | Cronologia completa delle presenze e delle reti in nazionale ― Giamaica |
| Data                                                                    | Città                                                                   | In casa                                                                 | Risultato                                                               | Ospiti                                                                  | Competizione                                                            | Reti                                                                    | Note                                                                    |
| ----------------------------------------------------------------------- | ----------------------------------------------------------------------- | ----------------------------------------------------------------------- | ----------------------------------------------------------------------- | ----------------------------------------------------------------------- | ----------------------------------------------------------------------- | ----------------------------------------------------------------------- | ----------------------------------------------------------------------- |
| 3-9-2021                                                                | Città del Messico                                                       | Messico                                                                 | 2 – 1                                                                   | Giamaica                                                                | Qual. Mondiali 2022                                                     | -                                                                       | 87’                                                                     |
| 8-9-2021                                                                | San José                                                                | Costa Rica                                                              | 1 – 1                                                                   | Giamaica                                                                | Qual. Mondiali 2022                                                     | -                                                                       | 85’                                                                     |
| 10-10-2021                                                              | Kingston                                                                | Giamaica                                                                | 0 – 0                                                                   | Canada                                                                  | Qual. Mondiali 2022                                                     | -                                                                       |                                                                         |
| 13-10-2021                                                              | San Pedro Sula                                                          | Honduras                                                                | 0 – 2                                                                   | Giamaica                                                                | Qual. Mondiali 2022                                                     | -                                                                       | 90+3’                                                                   |
| 12-11-2021                                                              | San Salvador                                                            | El Salvador                                                             | 1 – 1                                                                   | Giamaica                                                                | Qual. Mondiali 2022                                                     | -                                                                       | 42’ 63’                                                                 |
| 16-11-2021                                                              | Kingston                                                                | Giamaica                                                                | 1 – 1                                                                   | Stati Uniti                                                             | Qual. Mondiali 2022                                                     | -                                                                       | 68’                                                                     |
| Totale                                                                  |                                                                         | Presenze                                                                | 6                                                                       |                                                                         | Reti                                                                    | 0                                                                       |                                                                         |

## Palmarès

### Club

#### Competizioni nazionali
- Coppa di Lega inglese: 1

Chelsea: 2004-2005
- Campionato inglese: 1

Chelsea: 2004-2005
- Charity/Community Shield: 1

Chelsea: 2005
- Football League Two: 1

Swindon Town: 2019-2020